# Петрини, Гулли
Гулли Шарлотта Петрини (швед. Gulli Charlotta Petrini; 30 сентября 1867, Стокгольм — 8 апреля 1941, там же) — шведский физик, писательница, суфражистка, активистка борьбы за права женщин и политик. Она была председателем местных отделений Национальной ассоциации за избирательное право женщин в Векшё в 1903—1914 годах и Стокгольме в 1914—1921 годах, а также заседала в городском совете Векшё, представляя там либералов, в 1910—1914 годах.

## Биография
Гулли Петрини родилась 30 сентября 1867 года в семье профессора Карла Якоба Россандера и Эммы Марии Годениус. Она окончила Валлинскую школу в 1887 году, а в 1901 году получила степень доктора философии в Уппсальском университете. В 1902 году Гулли вышла замуж за своего сокурсника, Хенрика Петрини. В 1902—1906 годах она работала учительницей в женской средней школе в Вёкше, а в 1914—1931 годах — преподавательницей в различных женских школах Стокгольма.
Гулли Петрини заинтересовалась женским движением ещё будучи студенткой в Уппсале в 1890-х годах, где она часто посещала радикальный кружок, сложившийся вокруг фигуры Анны-Маргреты Хольмгрен. Её интерес к этому движению подпитывался обстоятельствами её собственной жизни, которая не была обычной для женщин того времени. Поддерживаемая своим прогрессивным отцом она получала образование в университете, что тогда ещё не было распространённым и бесспорным явлением. Петрини также занималась профессиональной деятельностью, несмотря на то, что была замужем, а в то время было принято, что замужние женщины не должны были содержать себя. Петрини начала активно заниматься политикой в 1904 году, когда стала членом местного отделения суфражистского движения в Векшё, и вскоре стала заметной фигурой в шведском суфражистском движении.
Гулли Петрини умерла 8 апреля 1941 года в Стокгольме.